# Kanton Olargues

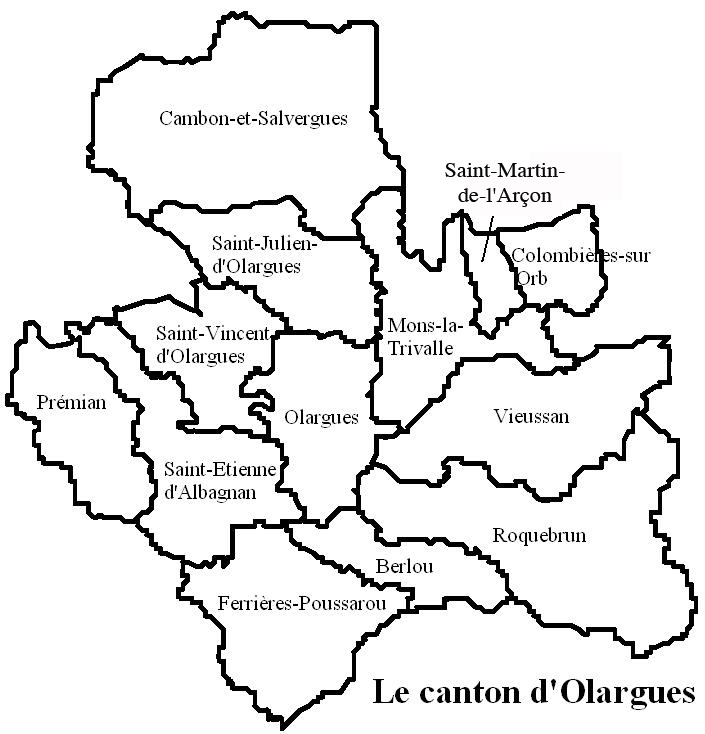
Gemeinden im Kanton

Der Kanton Olargues war bis 2015 ein französischer Wahlkreis im Arrondissement Béziers, im Département Hérault und in der früheren Region Languedoc-Roussillon. Er hatte 4416 Einwohner (Stand: 2012).

## Gemeinden
Der Kanton umfasste 13 Gemeinden:
| Gemeinde                 | Einwohner Jahr | Fläche km² | Bevölkerungsdichte | Code INSEE | Postleitzahl |
| ------------------------ | -------------- | ---------- | ------------------ | ---------- | ------------ |
| Berlou                   | 200 (2013)     | –          | – Einw./km²        | 34030      | 34360        |
| Cambon-et-Salvergues     | 56 (2013)      | –          | – Einw./km²        | 34046      | 34330        |
| Colombières-sur-Orb      | 471 (2013)     | –          | – Einw./km²        | 34080      | 34390        |
| Ferrières-Poussarou      | 81 (2013)      | –          | – Einw./km²        | 34100      | 34360        |
| Mons                     | 580 (2013)     | –          | – Einw./km²        | 34160      | 34390        |
| Olargues                 | 658 (2013)     | –          | – Einw./km²        | 34187      | 34390        |
| Prémian                  | 544 (2013)     | –          | – Einw./km²        | 34219      | 34390        |
| Roquebrun                | 590 (2013)     | –          | – Einw./km²        | 34232      | 34460        |
| Saint-Étienne-d’Albagnan | 325 (2013)     | –          | – Einw./km²        | 34250      | 34390        |
| Saint-Julien             | 215 (2013)     | –          | – Einw./km²        | 34271      | 34390        |
| Saint-Martin-de-l’Arçon  | 112 (2013)     | –          | – Einw./km²        | 34273      | 34390        |
| Saint-Vincent-d’Olargues | 320 (2013)     | –          | – Einw./km²        | 34291      | 34390        |
| Vieussan                 | 259 (2013)     | –          | – Einw./km²        | 34334      | 34390        |